# Justice seigneuriale
 (janvier 2021).
La justice seigneuriale, distinguée en haute, moyenne et basse justice, constitue un mode d'organisation médiéval du système judiciaire, à l’œuvre dans la plupart des États européens. 
Dans le royaume de France, on estime à environ 20 000 à 30 000 le nombre des cours de justice seigneuriale à la veille de la Révolution. Elles constituaient la base de l'organisation judiciaire, avec les prévôtés (justices royales subalternes), supprimées pour ces dernières au milieu du XVIIIe siècle.

## Rôle
Avec la justice municipale et la justice ecclésiale, la justice seigneuriale a une importance primordiale au sein du village. Elle arbitre d'une part les conflits entre paysans, et d'autre part entre ceux-là et le seigneur. Dans ce dernier cas, elle n'est compétente qu'en matière de droits seigneuriaux, car pour toute autre cause, le seigneur doit se pourvoir devant une justice autre que la sienne.
À l'origine, le seigneur asseoit sa domination sur ses terres. Cette possibilité n'a plus guère de réalité à partir du XVIe siècle, alors que le pouvoir royal restreint peu à peu les prérogatives seigneuriales. À la fin de l'Ancien Régime, la justice seigneuriale correspond plutôt à ce que l'on appellerait de nos jours une « justice de proximité », elle n'a plus alors d'importance réelle que pour des affaires mineures. 
Sujet initialement étudié par les historiens du droit, la justice seigneuriale est devenu le terrain privilégié de la recherche pluridisciplinaire (sociologie, anthropologie) qui se donne les moyens de repenser la justice sous l'Ancien Régime. « La question de son efficacité a été posée et replacée dans le contexte mental, social et politique propre à chaque époque. Les historiens ont battu en brèche certains clichés sur la justice des temps féodaux par exemple, sans toutefois résoudre l'épineuse question de savoir si l'exercice du droit de ban par les seigneurs était un enjeu de légitimation du pouvoir, l'assurance de revenus générés par les amendes ou les confiscations de biens, ou encore un réel outil de contrôle social et d'ordre public ». En dépit d'une légende noire persistante, les justices seigneuriales, aux XVIIe et XVIIIe siècles, rendent des services indiscutables dans les campagnes car elles sont rapides, accessibles aux justiciables, peu coûteuses et équitables, selon l'opinion de la plupart des spécialistes modernes[réf. nécessaire] qui se sont penchés sur leurs archives.

## Historique et évolution
La justice seigneuriale est issue de la féodalité et se caractérise par une délégation du pouvoir royal aux seigneurs, le roi étant juridiquement la source de toute justice (une justice qu'au XIIIe siècle Louis IX rend encore personnellement à l'occasion pour ses propres domaines). La justice seigneuriale, moins lente et donc moins coûteuse que la justice royale, géographiquement plus proche des justiciables, permet également la diffusion des ordonnances et édits royaux au niveau local, ainsi que l’application des redevances seigneuriales (cens, banalités, droits de mutation, champart, saisine). Les seigneurs ont aussi un rôle de police administrative concernant les poids et mesures, la voirie, le contrôle des prix, les marchés, le fermage, les droits de passage. La possession de la justice constituant un important élément de prestige, les seigneurs n’hésitent pas à planter des poteaux de justice armoriés, qui permettent de marquer les limites territoriales de la seigneurie.
Jusqu'au XVIe siècle, la cour seigneuriale est présidée par le seigneur, ou l’un de ses représentants : prévôt, bailli, sénéchal ou simple juge. Le seigneur ne juge plus personnellement depuis le XVIe siècle. Il est alors tenu de nommer un juge possédant des compétences juridiques reconnues (diplôme d'une faculté de droit), être pourvu de gages suffisants, et avoir été agréé par la juridiction royale dont il dépend.
La Révolution française de 1789 supprime les justices seigneuriales et leur substitue les justices de paix (loi des 16 et 24 août 1790) qui fonctionneront dans chaque chef-lieu de canton jusqu'en 1958.

## Trois niveaux de justice seigneuriale
Il existe trois degrés de justice seigneuriale, évoqué dans divers textes (par ex. la Coutume de Saintonge, dans le Sud-Ouest, en 1520). Ces degrés correspondent à une séparation fonctionnelle des compétences, au civil comme au pénal,.

### Haute justice
La haute justice s'occupe des délits capitaux, c'est-à-dire des atteintes à la propriété (vol, brigandage), à l'intégrité corporelle et à la vie (viol, homicide, meurtre) de la peine de mort, ainsi que d'infractions graves (atteinte à l'honneur, incendie volontaire, rupture du serment de paix), également passibles de la peine capitale ou d'amendes élevées. L'exercice de la haute justice est aussi liée à certains droits régaliens (notamment droit de chasse, droit d'épave et héritage des personnes exécutées), ainsi que des profits de justice (amendes, lods, droits de mainmorte).
Ses attributs en matière de condamnation sont le pilori et la potence, et donc la peine capitale (d'où le nom de jus gladii, litt. « droit de l'épée »).

### Moyenne justice
Le seigneur  peut juger les rixes, injures et vols. Les délits ne peuvent être punis de mort. Pratiquement, la moyenne justice joue un rôle important au civil, notamment en matière de successions et de protection juridique des intérêts des mineurs : apposition de scellés, inventaire des biens des mineurs, nomination des tuteurs, etc.

### Basse justice
La basse justice s'occupe des infractions mineures (délits champêtres et forestiers par exemple),  passibles d'une peine pécuniaire, ainsi que de la justice civile (propriété, dettes, gages, curatelles).  Les seigneurs justiciers disposent du produit de l'administration de la justice et partiellement de droits régaliens.
Liée au ban et juridiction, elle appartient souvent au détenteur de la seigneurie foncière, mais il arrive aussi qu'elle soit passée en d'autres mains (villes, collectivités campagnardes, autorités cantonales : la diversité est extrême jusqu'en 1798), car juridiction et seigneurie peuvent être séparées. Si la seigneurie est assez grande pour qu'il y ait des vavasseurs, les affaires de moyenne et basse justice sont jugées par leurs soins.

## Composition du tribunal
Le tribunal seigneurial se compose, théoriquement, de trois personnes :
- le juge, appelé parfois prévôt, bailli, sénéchal, vice-gérant, ou viguier selon les régions, qui prononce la sentence ;
- le procureur fiscal, qui représente le ministère public et engage les poursuites ;
- le greffier, qui transcrit les jugements et tient les archives de la justice.

Parfois, la justice seigneuriale est plus étoffée, généralement quand son ressort est étendu géographiquement, et son activité importante. S'ajoutent alors :
- le juge des appellations, qui juge en appel ;
- le lieutenant de justice, adjoint du juge, qui le remplace le cas échéant dans ses fonctions ;
- le substitut du procureur, adjoint du procureur fiscal ;
- le sergent, aux fonctions proches de celles des huissiers actuels, existe obligatoirement dans les hautes et moyennes justices, et souvent en fait dans les basses justices. C'est lui qui, notamment, doit remettre aux justiciables les assignations devant le tribunal.

Le seigneur est tenu de posséder un auditoire où rendre la justice et une prison avec geôlier, qui doivent être maintenues en bon état.